# Canton de Gap-Nord-Est
Le canton de Gap-Nord-Est est une ancienne division administrative française située dans le département des Hautes-Alpes et la région Provence-Alpes-Côte d'Azur.

## Histoire
Ancien canton de Gap (1833 à 1973) : voir canton de Gap-Sud-Ouest.
Conseillers généraux de l'ancien canton de Gap-Est
| Période | Période | Identité     | Étiquette   | Qualité                          |
| ------- | ------- | ------------ | ----------- | -------------------------------- |
| 1973    | 1979    | Pierre Payan | RI puis UDF | Assureur à Gap, adjoint au maire |

## Représentation

### Nouveau canton de Gap-Nord-Est (1979 à 2015)
| Période | Période          | Identité               | Étiquette    | Qualité |
| ------- | ---------------- | ---------------------- | ------------ | --- |
| 1979    | 1982             | Pierre Payan           | UDF-CDS      | Assureur, adjoint au maire de Gap (1971-1995)                                                                                                   |
| 1982    | 1989 (démission) | Pierre Bernard-Reymond | UDF-CDS      | Député (1971-1977 et 1986-1988) Député Européen (1984-1986 et 1989-1999) Maire de Gap (1989-2007) Vice-Président du Conseil Général (1976-1988) |
| 1989    | 1994             | Jacques Foisset        | DVD          | Adjoint au maire de Gap, conseiller régional |
| 1994    | 2005 (démission) | Denise Faure           | DVD puis UMP | Adjointe au maire de Gap |
| 2005    | 2008             | Jean-Marc Passeron     | DVD          | Conseiller municipal de Gap (2008-2020), journaliste                                                                                            |
| 2008    | 2015             | Claude Feutrier        | PS           | Retraité du secteur médico-social |

## Composition
Le canton de Gap-Nord-Est se composait d’une fraction de la commune de Gap. Il comptait 7 224 habitants (population municipale) au 1er janvier 2012.
| Nom             | Code Insee | Intercommunalité       | Population (dernière pop. légale)              |
| --------------- | ---------- | ---------------------- | ---------------------------------------------- |
| Gap (chef-lieu) | 05061      | CA Gap-Tallard-Durance | Fraction : 7 224(2012) Commune : 40 225 (2014) |

## Démographie
| 1982 | 1990  | 1999  | 2006  | 2011  | 2012  |
| ---- | ----- | ----- | ----- | ----- | ----- |
| -    | 5 971 | 6 184 | 6 854 | 7 005 | 7 224 |